# Dolichometra
Dolichometra é um género botânico pertencente à família Rubiaceae.
Inclui uma só espécie: Dolichometra leucantha K.Schum. (1904).